# Myaptex acutus
Myaptex acutus är en tvåvingeart som beskrevs av Artigas 1980. Myaptex acutus ingår i släktet Myaptex och familjen rovflugor. Inga underarter finns listade i Catalogue of Life.